# Saint-Germain-sur-Sarthe
Saint-Germain-sur-Sarthe là một xã trong tỉnh Sarthe ở tây bắc nước Pháp. Xã này nằm ở khu vực có độ cao từ 62 đến 103 mét trên mực nước biển.